# Sriwijaya FC
Sriwijaya FC ist ein indonesischer Fußballverein aus Palembang.

## Geschichte
Der Club wurde 1976 unter dem Namen Persijatim Jakarta Timur in Jakarta gegründet. Aufgrund finanzieller Probleme wurde der Verein gezwungen, nach Surakarta zu ziehen, doch die finanzielle Situation verbesserte sich kaum. Die Provinz Süd-Sumatra gab schließlich ihr Einverständnis zur Übernahme des Clubs. 2007 konnte der Verein erstmals mit dem Gewinn der indonesischen Meisterschaft einen Titel erringen. Fünf Jahre später folgte dann Meisterschaft Nummer zwei. Von 2008 bis 2010 konnte außerdem dreimal hintereinander der Pokalsieg gefeiert werden.

## Erfolge
- Liga 1

Meister: 2007, 2012
- Piala Indonesia

Sieger: 2007, 2008/09, 2010

## Stadion

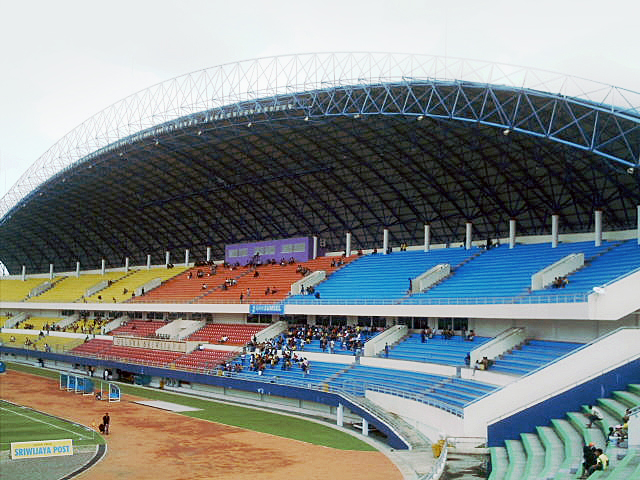
Gelora-Sriwijaya-Stadium

Seine Heimspiele trägt der Verein im Gelora-Sriwijaya-Stadion in Palembang aus. Das Stadion hat ein Fassungsvermögen von 23.000 Personen.
Koordinaten: 3° 1′ 17″ S, 104° 47′ 21,1″ O

## Trainerchronik
| Trainer              | Nation      | von               | bis               |
| -------------------- | ----------- | ----------------- | ----------------- |
| Rahmad Darmawan      | Indonesien  | 30. Juni 2007     | 31. Mai 2010      |
| Iwan Kolew           | Bulgarien   | 1. Juli 2010      | 2011              |
| Kas Hartadi          | Indonesien  | 1. Juli 2011      | 16. Dezember 2013 |
| Subangkit Subangkit  | Indonesien  | 1. Oktober 2013   | 31. Dezember 2014 |
| Benny Dollo          | Indonesien  | 7. Mai 2015       | 4. April 2016     |
| Widodo Cahyono Putro | Indonesien  | 8. April 2016     | 31. Dezember 2016 |
| Osvaldo Lessa        | Brasilien   | 1. Januar 2017    | 17. Juni 2017     |
| Hartono Ruslan       | Indonesien  | 17. Juni 2017     | 24. November 2017 |
| Rahmad Darmawan      | Indonesien  | 24. November 2017 | 25. Juli 2018     |
| Francis Wewengkang   | Indonesien  | 13. Juli 2018     | 19. Juli 2018     |
| Subangkit Subangkit  | Indonesien  | 26. Juli 2018     | 19. Oktober 2018  |
| Alfredo Vera         | Argentinien | 21. Oktober 2018  | 31. Dezember 2018 |
| Kas Hartadi          | Indonesien  | 18. März 2019     | 31. Dezember 2019 |
| Budiardjo Thalib     | Indonesien  | 1. Januar 2020    | heute             |